# Agrotis albescens
Agrotis albescens là một loài bướm đêm trong họ Noctuidae.